# گامبوژیک اسید
گامبوژیک اسید (به انگلیسی: Gambogic acid) یک ترکیب شیمیایی با شناسه پاب‌کم ۵۲۸۱۶۳۲ است. شکل ظاهری این ترکیب، جامد نارنجی است.